# Solares de Tenextepec
Solares de Tenextepec är en ort i Mexiko.   Den ligger i kommunen Atlixco och delstaten Puebla, i den sydöstra delen av landet, 90 km sydost om huvudstaden Mexico City. Solares de Tenextepec ligger 1 836 meter över havet och antalet invånare är 126.
Terrängen runt Solares de Tenextepec är kuperad västerut, men österut är den platt. Runt Solares de Tenextepec är det tätbefolkat, med 459 invånare per kvadratkilometer. Närmaste större samhälle är Atlixco, 6,5 km nordost om Solares de Tenextepec. Omgivningarna runt Solares de Tenextepec är en mosaik av jordbruksmark och naturlig växtlighet.